# Lorraine K. Potter
Lorraine Kay Potter (Rhode Island, 1946), cuyo nombre de nacimiento es Lorraine Fallon, es una ex-jefa de capellanes de la Fuerza Aérea de los Estados Unidos y además fue la primera mujer en ocupar este cargo.

## Biografía
Nativa de Warwick, Rhode Island, Potter es ministra ordenada de la iglesia bautista. Se graduó en la Keuka College, en la Colgate Rochester Crozer Divinity School y en la Universidad de Míchigan Central.

## Carrera
Potter inicialmente solicitó para trabajar como capellán militar en 1972. Envió una carta al Jefe de Capellanes de la Fuerza Aérea de los Estados Unidos, Roy M. Terry. La respuesta decía que uno de los requisitos para ser capellán de la Fuerza Aérea era que tenía que ser hombre. Varias semanas después, recibió una carta del Jefe de Capellanes diciendo que habían quitado el requisito de género, y que si su iglesia le avalaba, era posible que ella se convirtiese en capellán de la Fuerza Aérea. Recibió el apoyo y se graduó como oficial en 1973.
En 1992, mientras estaba destinada en la Base Aérea de Bolling, fue ascendida a Coronel. Como fue la primera mujer en capellán en alcanzar ese rango, el entonces Jefe de Estado Mayor de la Fuerza Aérea  Merrill McPeak le organizó una ceremonia especial en el Pentágono para conmemorar la ocasión.
Desde 1994 hasta 1995, fue Directora Ejecutiva de la Junta de Capellanes de la Fuerza Armada antes de trabajar como Comandante Capellán de las Fuerzas Aéreas de los Estados Unidos en Europa. También fue Comandante Capellán en el cuartel general del Mando de Formación y Educación Aérea, y regresó brevemente a la Base Aérea de Bolling antes de ser nombrada Vicejefa de los Capellanes de la Fuerza Aérea de los Estados Unidos con el rango de General de Brigada en 1999. En 2001, fue ascendida a Jefa de Capellanes con el rango de Mayor General y ostentó esa posición hasta su jubilación en 2004.

## Premios y condecoraciones militares
| Medalla | Insignia del Capellán Cristiano de la Fuerza Aérea                                      | Insignia del Capellán Cristiano de la Fuerza Aérea                                                           | Insignia del Capellán Cristiano de la Fuerza Aérea                 |
|         | Medalla por Servicio Distinguido de la Fuerza Aérea                                     | Legión al Mérito con una Hojas de roble de bronce                                                            | Medalla de Servicio Meritorio de Defensa                           |
|         | Medalla de servicio meritorio con tres grupos de hojas de roble                         | Medalla de encomio de la Fuerza Aérea con racimo de hojas de roble                                           | Premio a la unidad sobresaliente de la Fuerza Aérea                |
|         | Premio a la Excelencia Organizacional de la Fuerza Aérea con un grupo de hojas de roble | Medalla de Servicio en la Defensa Nacional con una Estrella de servicio de bronce                            | Medalla de ultramar de la Fuerza Aérea - Corto                     |
|         | Medalla de ultramar de la Fuerza Aérea - Largo con racimo de hojas de roble             | Cinta de premio de servicio de longevidad de la Fuerza Aérea con racimos de hojas de roble de plata y bronce | Galón de entrenamiento de la Fuerza Aérea                          |
| Medalla | Insignia de identificación de la Oficina del Secretario de Defensa                      | Insignia de identificación de la Oficina del Secretario de Defensa                                           | Insignia de identificación de la Oficina del Secretario de Defensa |